# Liste der Bodendenkmale in Königshügel
In der Liste der Bodendenkmale in Königshügel sind die Bodendenkmale der Gemeinde Königshügel nach dem Stand der Bodendenkmalliste des Archäologischen Landesamts Schleswig-Holstein von 2016 aufgelistet.
| Denkmal-ID           | Befundart               | Bezeichnung             | Zeitstellung   | Lage | Bemerkungen                                                     | Bild |
| -------------------- | ----------------------- | ----------------------- | -------------- | ---- | --------------------------------------------------------------- | ---- |
| aKD-ALSH-Nr. 003 260 | Militärische Fundstelle | Militärische Fundstelle | Zeitgeschichte |      | Wrack eines britischen Kampfflugzeugs aus dem Zweiten Weltkrieg |      |